# Madonna del Rosario tra i santi Domenico e Caterina da Siena
La Madonna del Rosario tra i santi Domenico di Guzman e Caterina da Siena è dipinto olio su tela realizzato da Enea Salmeggia detto il Talpino nel 1605 per i frati domenicani della chiesa dei Santi Bartolomeo e Stefano e conservato nella terza cappella a sinistra dedicata a san Domenico, titolare della cappella.

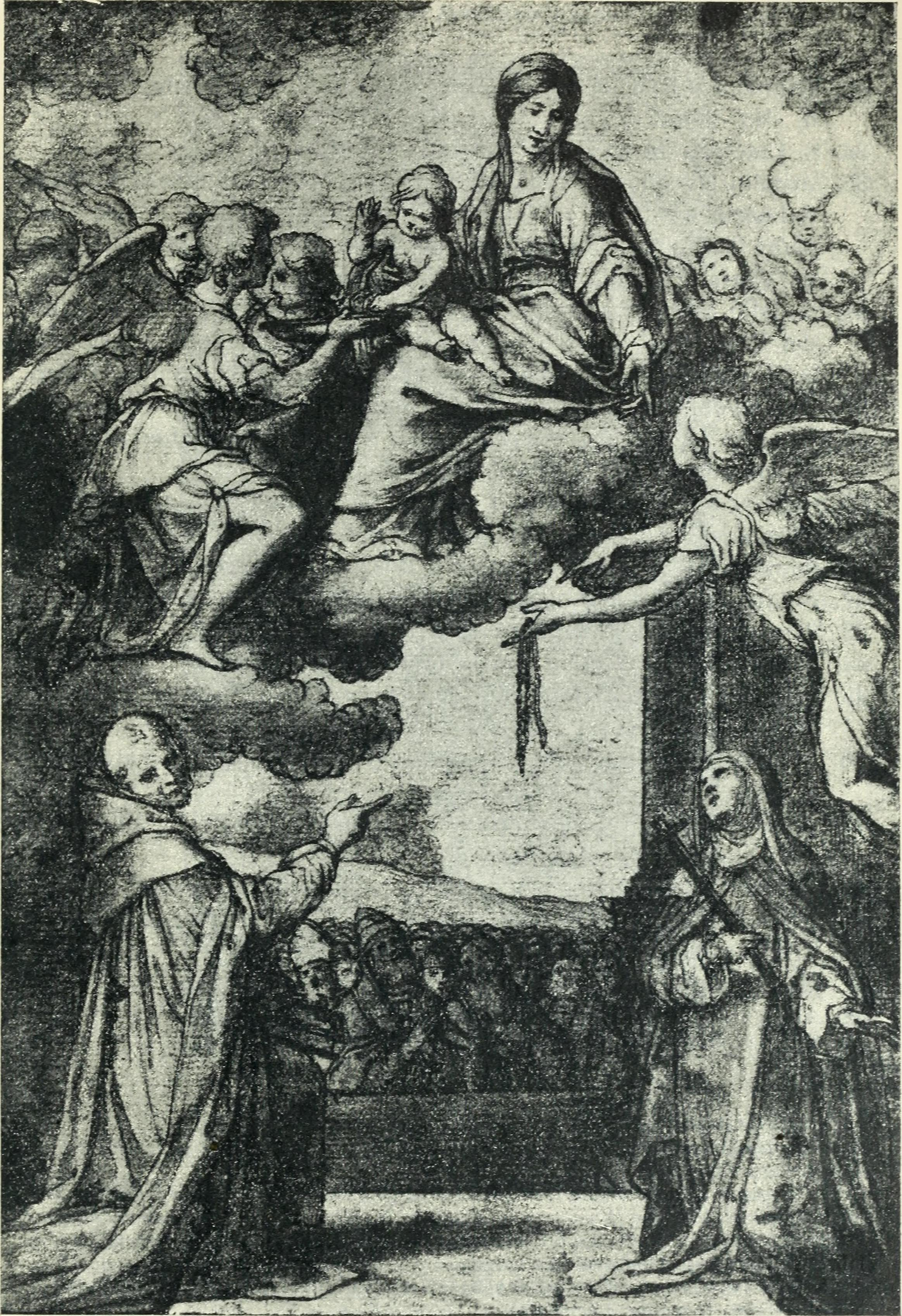
Il conte Giacomo Carrara e la sua galleria - secondo il catalogo del 1796 (1922)

## Storia
Molte furono le committenze che il pittore nembrese ottenne per le chiese di Bergamo e della bergamasca tanta era la fama che aveva raggiunto, tanto che lo storico Borsieri scrisse: “move a mirar devotamente ciascuna sua immagine fino i nemici della stessa devotione”
Del dipinto si conserva un bozzetto nella pinacoteca dell'Accademia Carrara proveniente dalla collezione del conte Giacomo Carrara, uno dei più conosciuti dell'artista.
 Il dipinto presenta la firma dell'artista con la datazione, dati rinvenuti solo dopo il restauro del 1995: "AENEAS SALMETIA 1605". Alla data della sua commissione le cappelle della chiesa non erano state ancora definite. Dopo che chiesa ebbe ottenuto la prepositura da papa Pio V, ebbe inizio la sua completa ricostruzione con lavori che si protrassero dal 1604 al 1638, e molte furono le committenze per opere artistiche che si susseguirono in quegli anni. Forse il Salmeggia collaborò con i domenicani di San Bartolomeo nel biennio 1629.1621. 
Fu, infatti, nel 1638 che fu ordinata la pala di San Domenico di Soriano commissionata con la spesa di 230 scudi a Napoli. Secondo lo storico Andrea Pasta l'altare di San Domenico, fu definito solo nel 1768: "moderno e ben ideato... di finissimi marmi... di Antonio Gelpi". La confusione proseguì e portò a ritenere che fosse il Gelpi autore della tela che doveva essere una copia di una presente a Napoli raffigurante il miracolo di Soriano del 1530. Furono quindi realizzate altre tele con l'iconografia del santo. 

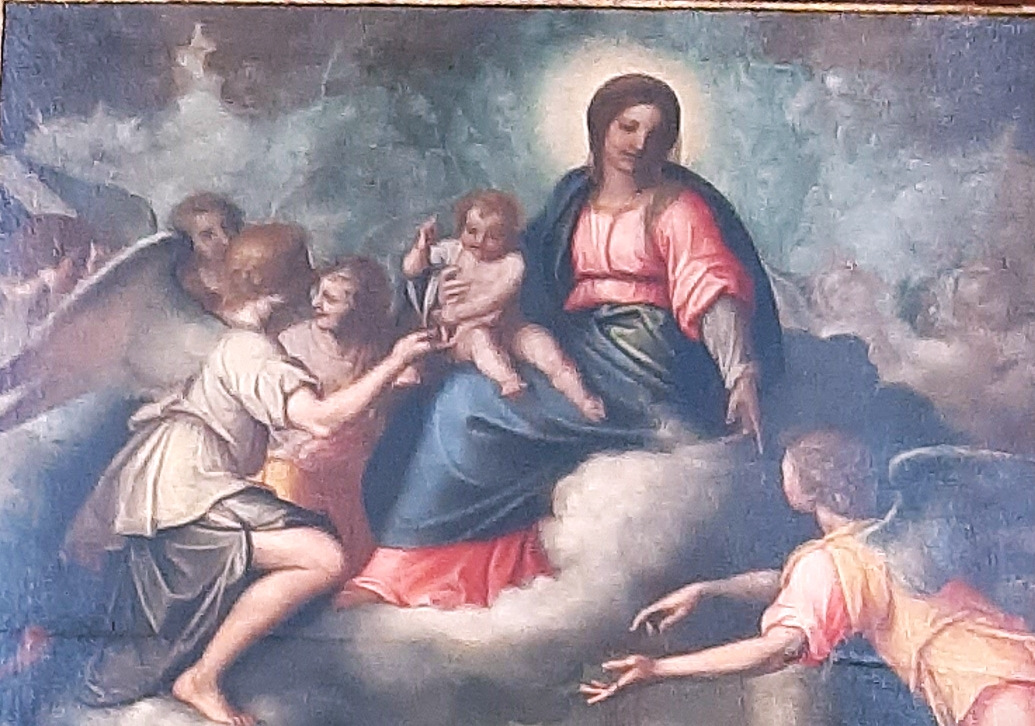
Madonna del Rosario con i santi Domenico e Caterina da Siena – particolare

La tela fu posta sull'altare dedicato al santo solo nel 1862. Il dipinto risulta inserito nell'elenco del 31 marzo 1903 e inviato al Subeconomato dei beni Vacanti del Regno d'Italia come seconda opera della chiesa, dopo l'importante pala Martinengo di Lorenzo Lotto e indicata come opera di: Talpino "Vergine e S. Domenico all'altare di facciata alla Cappella del Rosario", documento conservato a Milano.

## Descrizione
Il dipinto è conservato come pala d'altare della cappella dedicata a san Domenico fondatore dell'ordine domenicani che gestisce la chiesa, e raffigura una sacra conversazione, con la Vergine. dall'espressione dolcissima raffaellesca, posta nella parte superiore che regge il Bambino Gesù tra le braccia il quale benedice e consegna corone del rosaio agli angeli che sono posti sul lato sinistro della tela e pare divertirsi a giocare con loro. La presenza di più corone del rosario, contrariamente a quanto presente nel disegno preparatorio pare che sia stata una espressa richiesta dei frati domenicani. Nella luce e nei colori vi sono assonanze con il Lotto.
La parte inferiore raffigura san Domenico e santa Caterina e tra di loro il paesaggio, mentre il disegno raffigura altri santi che sono in contemplazione alla Vergine.